# آريانا روميرو
آريانا روميرو (بالإنجليزية: Arianna Romero) هي لاعبة كرة قدم أمريكية، ولدت في 29 يوليو 1992 في غلانديل في الولايات المتحدة. شاركت مع منتخب المكسيك تحت 20 سنة للسيدات لكرة القدم ‏ ومنتخب المكسيك لكرة القدم للسيدات. أما مع النوادي، فقد لعبت مع سياتل رين.

## وصلات خارجية
- آريانا روميرو على موقع الاتحاد الدولي (مؤرشف)  (الإنجليزية)
- آريانا روميرو على موقع الاتحاد الأوربي (الإنجليزية)
- آريانا روميرو على موقع اتحاد النرويج (النرويجية)
- آريانا روميرو على موقع قاعدة بيانات كرة القدم.إي يو (الإنجليزية)
- آريانا روميرو على موقع Soccerway.com (الإنجليزية)
- آريانا روميرو على موقع عالم كرة القدم.نت (الإنجليزية)